# Dorfkirche Grunow (Oberbarnim)

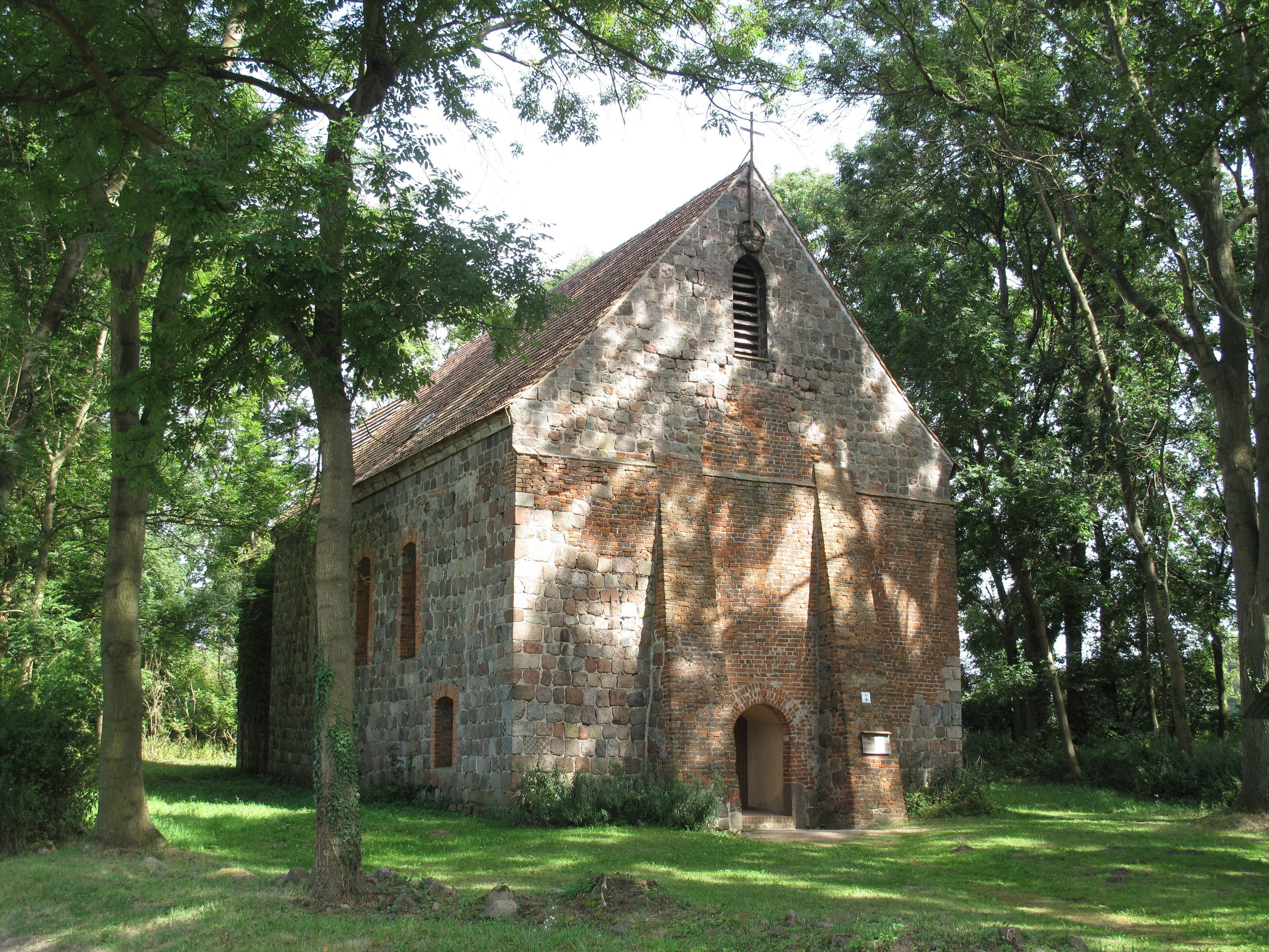
Feldsteinkirche Grunow im August 2012

Die Dorfkirche Grunow ist die evangelische Kirche von Grunow, einem Ortsteil der Gemeinde Oberbarnim im Landkreis Märkisch-Oderland in Brandenburg. Das Dorf liegt im Naturpark Märkische Schweiz.
Die denkmalgeschützte Feldsteinkirche aus dem 13. Jahrhundert besteht aus einem rechteckigen Schiff, eingezogenem Chor und halbrunder Apsis. Ursprünglich ein Bau vollständigen Typs, wurde der Kirchturm 1829 abgetragen. Die Glocke hängt heute in einem hölzernen Glockenschauer neben der Kirche. Das Gotteshaus weist im Außenmauerwerk die ungewöhnlich hohe Anzahl von sieben Schachbrettsteinen sowie einen in der Region einmaligen Stein mit einem Jerusalemkreuz auf.

## Geschichtliche Einordnung und heutige Nutzung

### Lage und Friedhof
Die Kirche befindet sich am Ostrand Grunows an der Verbindungsstraße nach Ihlow (Kreisstraße 6414) kurz hinter der Brücke über das Sophienfließ. Die ungewöhnliche Lage außerhalb des heutigen Dorfkerns lässt sich laut dem Regionalhistoriker Matthias Friske nur dadurch erklären, dass Grunow vorübergehend wüst fiel und später leicht nach Westen versetzt wiederaufgebaut wurde. Rudolf Schmidt gibt die Erklärung, dass die Häuserstellen östlich der Kirche Richtung Ihlow nach dem Dreißigjährigen Krieg nicht mehr aufgebaut wurden. Das Gotteshaus war von einem Kirchhof umgeben, der 1870 geschlossen beziehungsweise verlegt wurde. Die umgebende Feldsteinmauer ist in ihren Fundamenten erhalten. Der neue Friedhof wurde im Dezember 1870 einige Meter östlich der Kirche am Ortsausgang nach Ihlow auf der gegenüberliegenden Straßenseite in Benutzung genommen.

### Pfarr- und Kirchland
Der Kirchbau wird auf das 13. Jahrhundert in die Zeit datiert, als der Barnim infolge des Teltow-Kriegs und Magdeburger Kriegs fest in Askanischer Hand war. Grunow wurde, soweit bekannt, erstmals 1315 in einer Strausberger Urkunde im Namen des Ratsherrn Conradus de Grunow erwähnt. Der Name aus grun/grün und dem Suffix -ow (hier für Aue) = (Dorf an einer) grünen Aue, war laut Brandenburgischem Namenbuch ein Modename der Deutschen Ostsiedlung im 12./13. Jahrhundert. 1375 gibt das Landbuch Karls IV. für das Dorf 62 Hufen an, von denen vier dem Unterhalt der Pfarrstelle dienten. Das Dorf war im Besitz von Johanns Trebus und später der altmärkischen Adelsfamilie von Barfus, die auch das Kirchenpatronat innehatte. 1459 gehörte Grunow zur Propstei Strausberg und 1542 war Grunow Mutterkirche von Bollersdorf. Nach der Reformation, vor 1561, wurde die Kirche nach Prädikow eingepfarrt. Nach zwischenzeitlichem Besitz der Adelsfamilien von Schwerin und ab 1709 von Kameke kauften 1800 die Freiherren von Eckardstein Prötzel mit dem Schloss Prötzel, Prädikow, Reichenow und Grunow. 1828 erwarben sie auch das Pfarrland (152 Morgen) in Erbpacht, 1829 das Kirchenland (110 Morgen). Die verbliebenen Lasten wurden 1874 durch verzinsliche Rentenbriefe abgelöst.

### Heutige Gemeinde und Nutzung
Heute ist die Kirchengemeinde Teil des „Pfarrsprengels Märkische Schweiz“ im Kirchenkreis Oderland-Spree der Evangelischen Landeskirche Berlin-Brandenburg-schlesische Oberlausitz (EKBO). Auch für die Bewohner des ehemaligen landwirtschaftlichen Vorwerks und heutigen Grunower Wohnplatzes Ernsthof war und ist die Kirche der Anlaufpunkt für den Gottesdienst, da Ernsthof auch nach seiner Aufsiedlung (ab 1933) kein eigenes Gotteshaus erhielt.
Neben regelmäßigen Gottesdiensten finden in der Kirche Konzerte im Rahmen des Musiksommers Märkische Schweiz Feldstein und Musik statt. Die Kirche liegt zudem auf der Oberbarnimer Feldsteinroute.

## Baugeschichte und Architektur
Der Regionalhistoriker Matthias Friske gibt für das Kirchenschiff eine Länge von 15 Metern und eine Breite von 10 Metern an. Die Länge des Chors beträgt 7 Meter, seine Breite 7,5 Meter. Die halbrunde Apsis hat eine Länge von 2 Metern und eine Breite von rund 6 Metern.

### Kirchengebäude

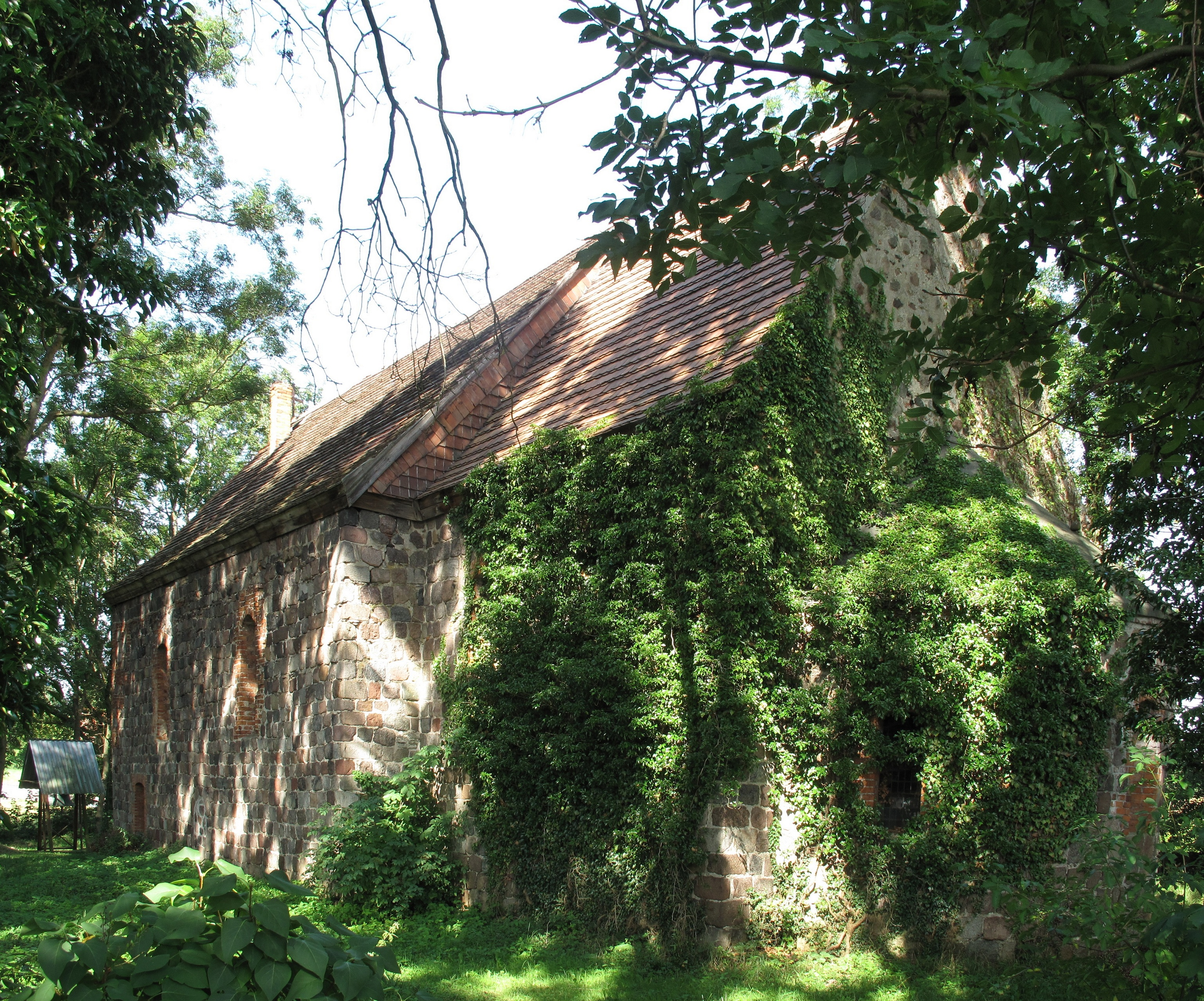
Südseite der Kirche

Das Mauerwerk des Kirchbaus besteht aus regelmäßigen Feldsteinquadern. Lediglich die Westwand ist in weiten Teilen in neuzeitlichen Backsteinen ausgeführt, ebenso ihre Strebepfeiler. Der spitze Giebel der Westwand ist noch überwiegend aus Feldsteinen gemauert. Unter der Giebelspitze befindet sich ein rundbogiges offenes Fenster, das ähnlich einer Schallluke lediglich mit waagerechten Holzstreben versehen ist. Die Giebelspitze ziert ein einfaches Lateinisches Kreuz. Zwischen den Strebepfeilern liegt das rundbogige und erneuerte Westportal, heute der einzige Kirchzugang. Die beiden unteren regelmäßigen Gewändesteine deuten laut Friske darauf hin, dass der Westeingang auf ein Portal des 13. Jahrhunderts zurückgeht.
Ehemalige rundbogige Pforten befinden sich auch auf beiden Schiffsseiten. Sie sind vermauert und haben noch alte Führungen für einen Sperrbalken. Eine weitere, gleichfalls rundbogige Pforte sitzt an der Nordseite des Chores. Die Nordseite des Schiffs weist vier rundbogige Fenster auf: drei hochliegende, ursprüngliche Lanzettfenster und ein tiefliegendes Fenster in Portalhöhe. Sämtliche Fenster wurden später verändert und mit roten Backsteinen eingefasst. Die beiden äußeren Fenster der Schiffssüdseite sind vergrößert worden, während das mittlere nur noch vermauert zu erkennen ist. Die Apsis enthält noch alle drei, auch hier veränderten, Fenster. Schiff und Chor sind mit Satteldächern gedeckt. Das halbrunde Dach der vergleichsweise sehr kleinen Apsis endet in Traufhöhe der großen Dächer.

### Bauliche Veränderungen und Reparaturen

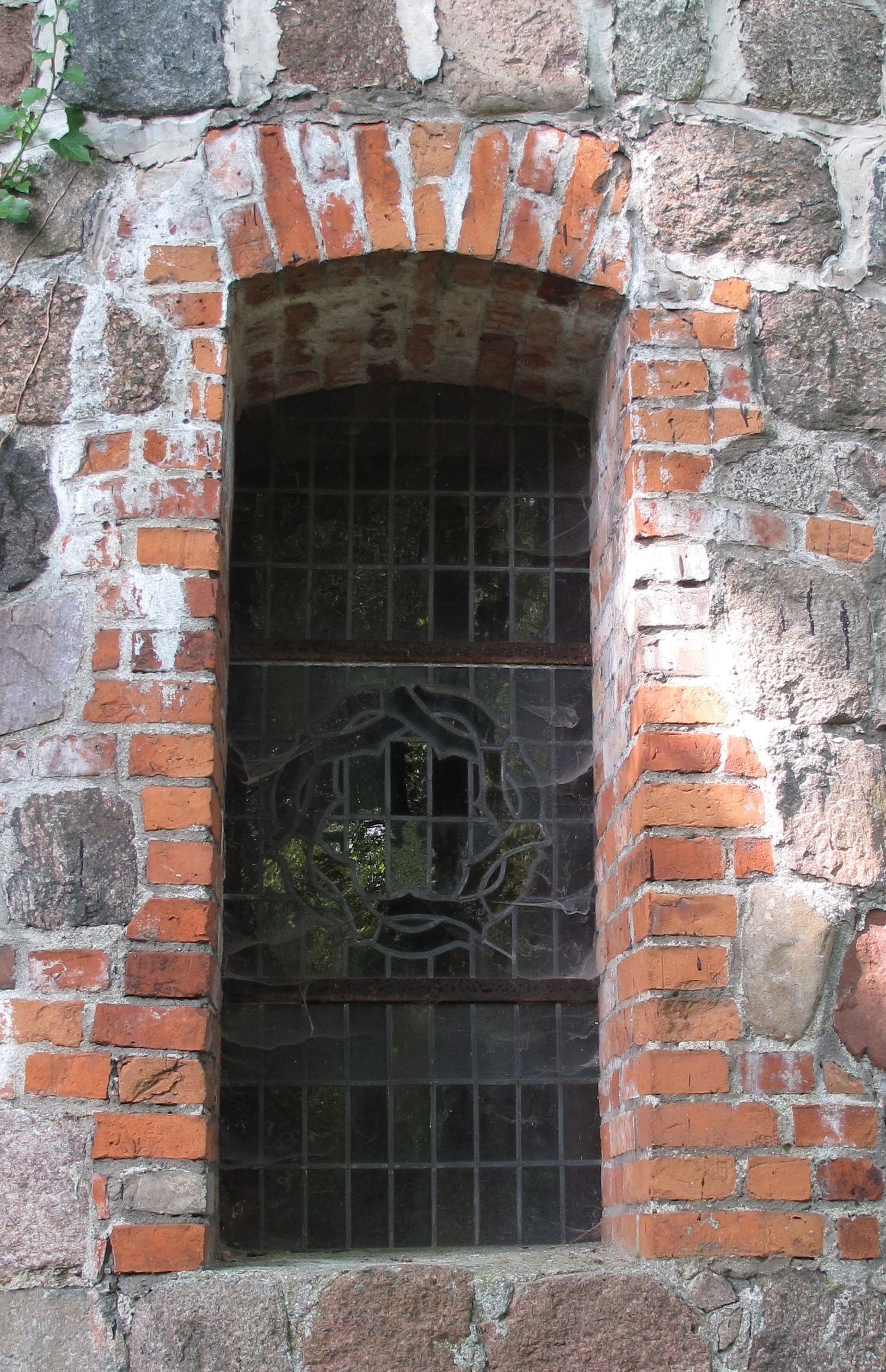
Fenster der Apsis

Sowohl die Hussitenkriege (in Brandenburg 1431/32) wie auch der Dreißigjährige Krieg (1618–1648) hinterließen tiefe Spuren in Grunow. Bereits das Kriegsschädenprotokoll von 1634 verzeichnete 28 der 55 Dorfhufen als wüst und 1652 traf der Landreiter nur noch drei Personen an. Sehr wahrscheinlich rückte die Kirche im 17. Jahrhundert an den Ortsrand, denn die Häuserstellen östlich der Kirche Richtung Ihlow sind laut Rudolf Schmidt nach dem Dreißigjährigen Krieg nicht wiederaufgebaut worden. Ob und inwieweit die Kirche in diesen Kriegen zu Schaden kam, ist nicht bekannt; die ersten Daten zu ihrer baulichen Entwicklung liegen für 1693 vor. In diesem Jahr notierte das Kirchenregister zur Kirche:

„Nachdem dieselbe durch Beistand Gottes und angewandter gemeinfleißiger Hülfe wiederum neu ausgebauet und dabei die vorige Sammlung konsumieret, verehrte dieses unter Anwünschung Gottes reicher Gesegnung, Friedens und frommer Christen milder Freigebigkeit, Adam Heyde, der Zeit Pensionarius zu Predickow 1693.“

Nach dem Neuausbau 1693 listet das Kirchenbuch auch für die folgenden Jahre zahlreiche Reparaturen und Anschaffungen auf, darunter: 1698 Reparatur des bei einem Sturm 1694 zerschlagenen Kirchendachs. Zweihundert Dachsteine kosteten einen Taler. Zur Finanzierung musste die arme Kirche Anleihen bei den Kirchen in Prädikow und Ruhlsdorf machen, die 1701 zurückgezahlt wurden. Um diese Zeit erfolgte ferner eine Auspflasterung mit 2700 Ziegelsteinen. 1705 wurden 18 Taler, 10 Groschen und 9 Pfennige für den Chor zu bauen, 1710 15 Taler und 13 Groschen vor das Glockengerüste bezahlt. 1723 wurde für 90 Taler eine Turmuhr angeschafft, die 1770 für 56 Taler durch eine neue Uhr mit einer Uhrtafel mit echtem Golde und vergüldetem Zeiger ersetzt wurde. 1736 erfolgte für 62 Taler eine Turmreparatur, 1746 eine Neudeckung des Kirchendachs und 1747 für 56 Taler, 22 Groschen und 6 Pfennige eine weitere Kirchenreparatur. 1760, im Siebenjährigen Krieg, vermerkte der Prädikower Pastor zu dem Grunower Kirchenkassenbarbestand, den er in Verwahrung hatte:

„Dieser Bestand von 233 Tlr. 17 Gr. 10 Pfg. ist in hiesigem Pfarrhause den 8. und 13. Oktober von denen russischen Kosaken geraubet worden.“

Weitere umfangreiche Instandsetzungen gab es 1769 (89 Taler), 1829 (unter anderem mit der Abnahme des erst 1781 für 112 Taler neu gebauten Kirchturms; 371 Taler) und vor allem 1844 (370 Taler). 1859 folgte eine Innenreparatur und die Aufbringung eines Kreuzes auf dem Westgiebel (120 Taler). Eine weitere große Reparatur 1882 verhinderte nicht, dass die Kirche verfiel und geschlossen werden musste. Im Auftrag des Freiherrn Eckardstein auf Prötzel wurde sie erst 1922/23 wiederhergestellt. Nach Zerstörungen im Zweiten Weltkrieg musste die Kirche erneut umfassend instand gesetzt werden.

### Glocken und Glockenschauer

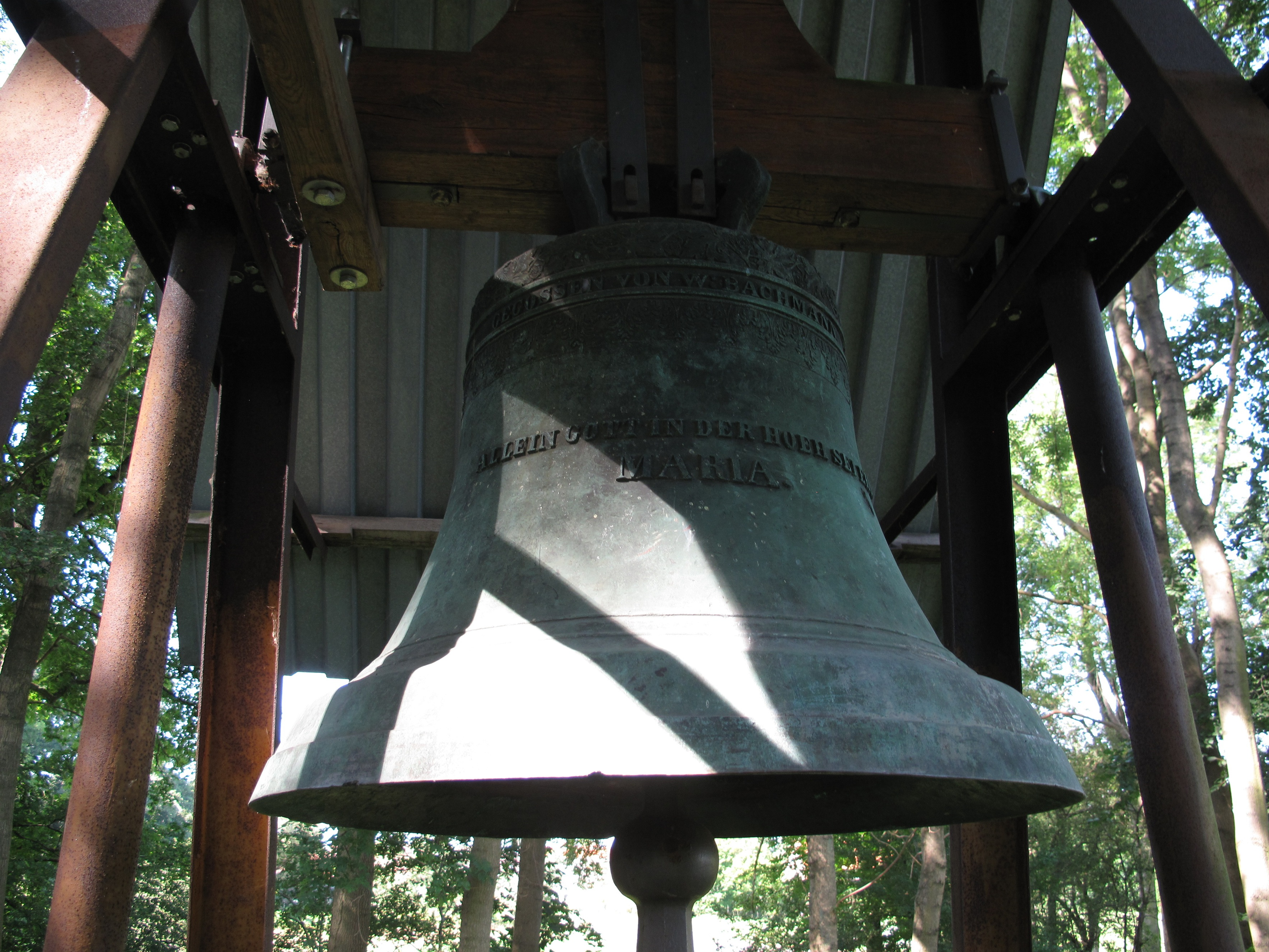
Glockenschauer mit der Bachmann-Glocke von 1874

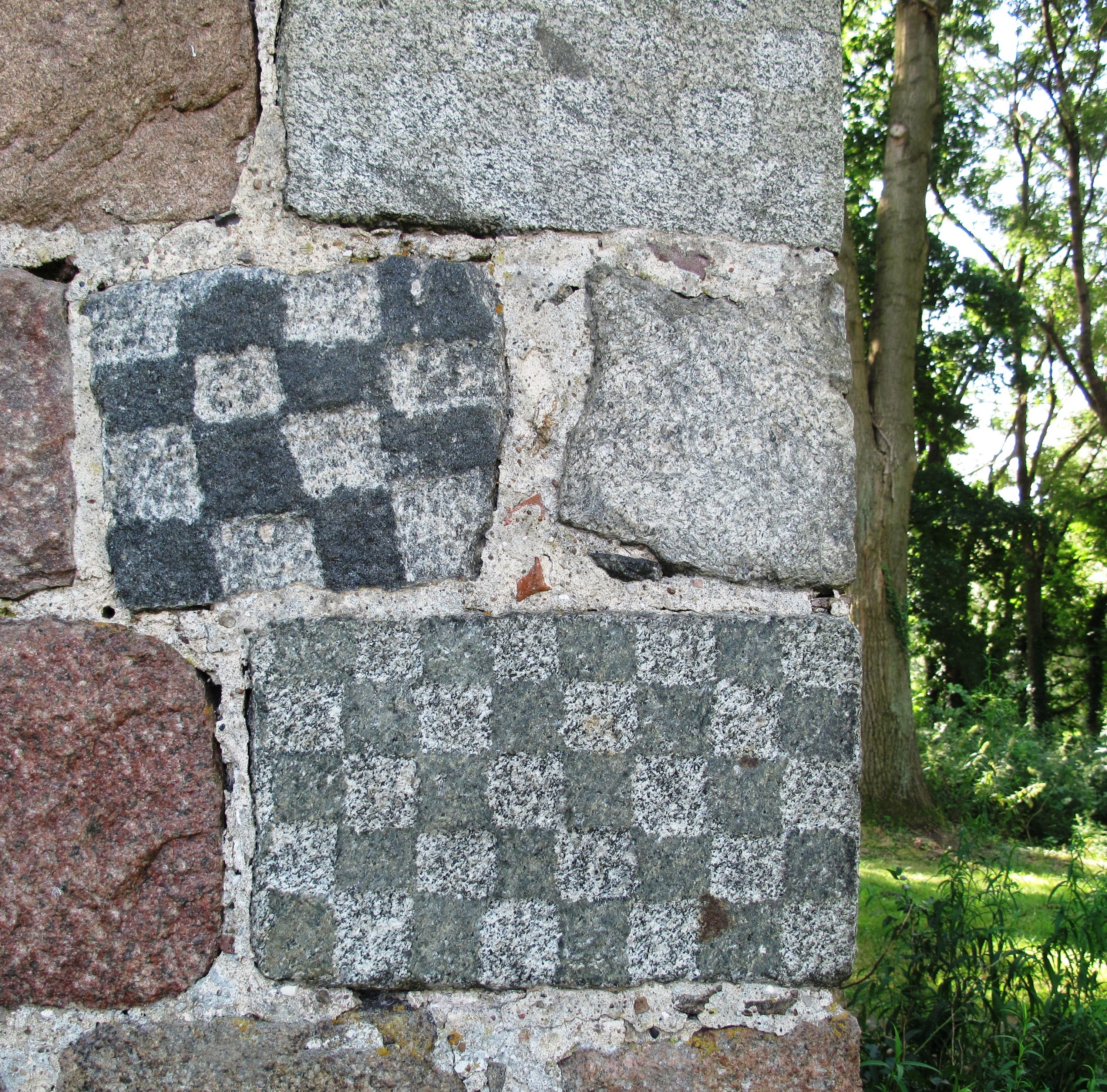
Schachbrettsteine

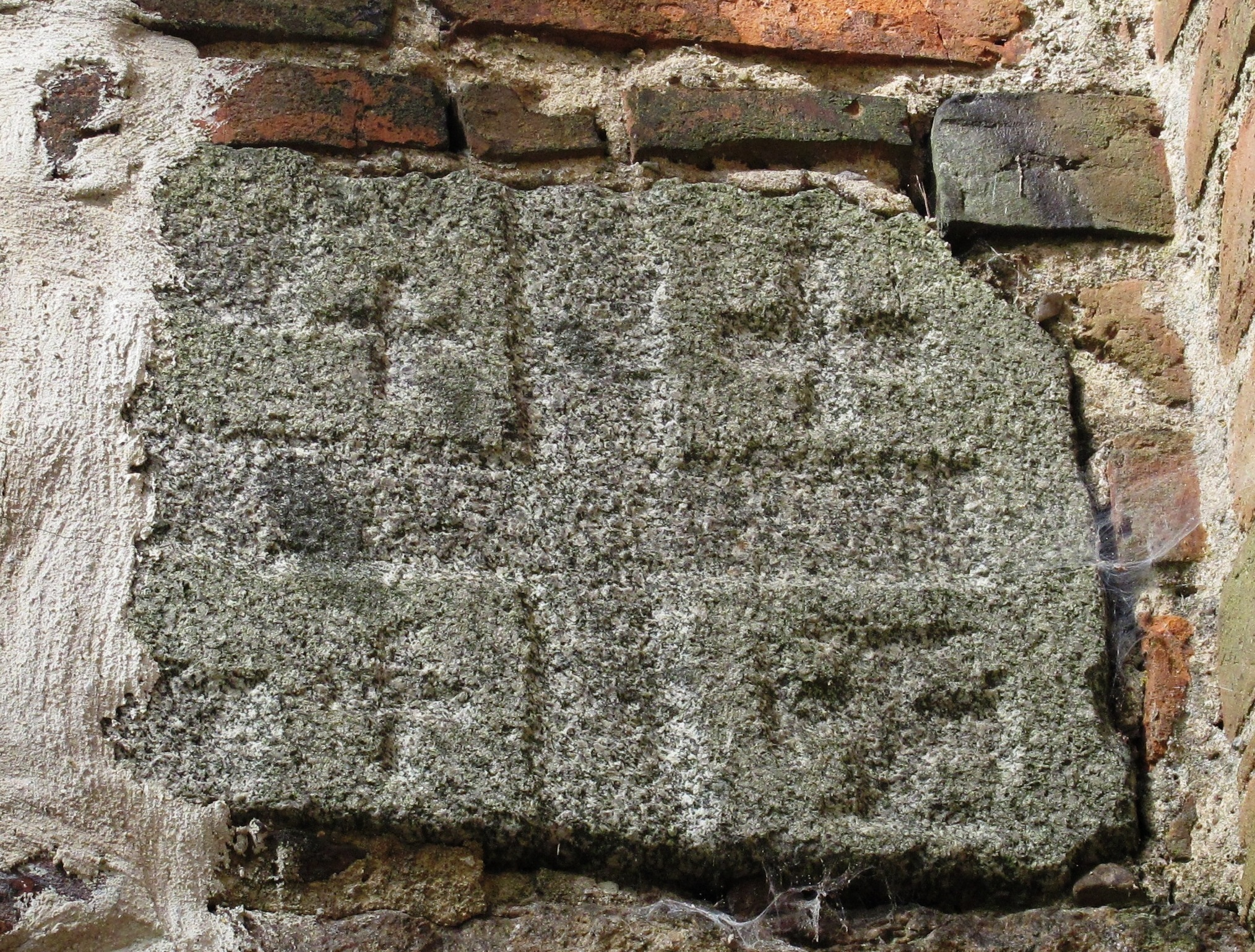
Jerusalemstein

Im Jahr 1712 wurden laut Kirchenbuch über 42 Taler ausgegeben, um die Mittelglocke zu gießen. 1855 ließ die Kirche die Glocke in Berlin für 115 Taler umgießen. Der Verbleib dieser Glocke ist unklar. Nach dem Abbau des Kirchturms 1829 erhielt das Gotteshaus keinen neuen Turm. Die Glocke hängt in einem gesonderten, hölzernen Glockenschauer, der sich auf der Westseite der Kirche befindet. Die heutige Glocke wurde 1874 von Wilhelm Bachmann in Berlin gegossen.
Unter der Glockenschulter ist in Versalien eingraviert:
- Gegossen von W. Bachmann in Berlin 1874.

In der Flanke trägt die Glocke die Inschrift
- Allein Gott in der Hoeh sei Ehr!

Unter dieser ersten Zeile des von Nikolaus Decius verdeutschten Gloria in exelsis (1526, EG 179, GL 457) steht der Name
- Maria.

### Schachbrettsteine und Jerusalemstein
Neben der ungewöhnlichen Lage außerhalb des Ortes weist die Grunower Kirche eine weitere Besonderheit auf: die außergewöhnlich hohe Zahl von sieben Schachbrettsteinen und einen in der Region einmaligen Stein mit dem Jerusalemkreuz. Steine mit Schachbrettmustern finden sich in Deutschland fast ausschließlich an Kirchen aus dem 13./14. Jahrhundert westlich und östlich der Oder. Die Nachbarkirchen Ihlow, Prädikow und Ringenwalde haben, wie etwa vier Dutzend andere, lediglich einen der bis heute rätselhaften Steine. Sowohl für die Häufung der Steine in Grunow wie auch für ihre Funktion/Bedeutung gibt es keine schlüssige Erklärung (in der ungeklärten Diskussion stehen Bauhüttenzeichen, Zeichen der Askanier, ggfs. sogar Wettiner, Zeichen der Zisterzienser oder der Templer oder auch eine apotropäische, also Unheil abwendende Funktion). Die Felder sind in unterschiedlichen Größen gestaltet und entstanden durch Anrauen des Steins. Scheinbar regellos kommen sie im Mauerwerk vieler Kirchen der Region an den unterschiedlichsten Stellen vor.
In Grunow befinden sich sechs grüne, blaue und rote Schachbrettsteine, darunter zwei Ecksteine, an der Nordwestecke der Kirche in der von unten fünften, sechsten und siebten (sichtbaren) Feldsteinlage. Ein weiterer Stein liegt in der Chor-Nordwand über der zugemauerten Pforte. Der Jerusalemstein verziert die Westseite des nördlichen Stützpfeilers. Da er sich neben dem zerstörten Westportal befindet, geht Matthias Friske davon aus, dass der Stein ursprünglich über dem für feierliche Anlässe genutzten Westeingang saß. Zumindest dieser Stein wurde also sekundär verbaut. Das Jerusalemkreuz, Zeichen des Ritterordens vom Heiligen Grab zu Jerusalem und heute beispielsweise auch als Logo des Deutschen Evangelischen Kirchentags verwendet, ist ein gemeines beziehungsweise griechisches Kreuz, bei dem in den vier Quadranten nochmals jeweils ein kleineres griechisches Kreuz angeordnet ist. Die fünf Kreuze symbolisieren Christus und die vier Evangelisten oder die fünf Wunden Christi.

## Innenraum und Inventar
Im Innenraum fällt der spitzbogige, gestaltete Triumphbogen mit zwei vorspringenden Kämpfern am Bogenansatz auf. Da die Schiffsmauern im unteren Teil leicht vorspringen, vermutet Matthias Friske, dass hier im Mittelalter eine Chorschranke zwischen dem Chorraum und dem Schiff angebracht war. Die Apsis überwölbt eine Halbkuppel.
1542 führte das Visitationsprotokoll einen Kelch auf. 1600 wurden zwei Messingleuchter, zwei Kaseln und ein Missale aufgezählt. Laut Kirchenbuch wurden 1715 für 20 Groschen eine zinnerne Weinflasche, für 4 Groschen ein zinnerner Oblatenteller und für 2 Taler und 12 Groschen ein Taufbecken angeschafft. Das Becken goss der Kannengießer Wilhelm Piepenbrank aus Wriezen. Als Zinnmarke war, neben den Initialen des Meisters (W.P.), eine Engelmarke eingeschlagen. 1723 erwarb die Kirche für 1 Taler und 12 Groschen einen Zinnkelch sowie für 3 Taler eine große Bibel, weil der Dieb die vorige gestohlen. Die laut Schmidt 1926 vorhandene Altarbibel stammte aus dem Jahr 1876. 1852 wurden für eine neue Altar- und Kanzelbekleidung 34 Taler ausgegeben, 1877 wurde die Bekleidung erneuert. 1866 erhielt die Kirche eine Orgel, die der Müllroser Orgelbauer Carl Ferdinand Landow (* 1816; † nach 1869) für rund 300 Taler angefertigt hatte. Für das Spielen der Orgel erhielten der Küster (die Küsterstelle ist seit 1776 verzeichnet) und der Balgtreter je 5 Taler Gehalt. Ältere Inventarstücke sind in der Kirche laut Friske nicht mehr vorhanden.